# The Orange Box
Az Orange Box (Narancssárga doboz) a Valve (konzolokra pedig az EA ) által kiadott videójáték csomag. A csomagban öt darab játékot talál a fogyasztó. A csomagot Windowsra 2007. október 10-én adták ki, kiskereskedelmi forgalomban (DVD), valamint a Steam online áruházában is. Az Xbox 360as verzió szintén ezen a napon került kiadásra. Az Orange Box társa a Black Box lett volna, azonban a kiadását elhalasztották.
Az eredeti Xbox 360as kiadás 99 jutalomkártyát tartalmazott, azonban ezt, a Microsoft szabályai miatt 60-ra módosították. A csomagból 2008 novemberéig 3 millió példányt adtak el világszerte.
A 2010 márciusi Steam tatarozás keretein belül a játék jutalomkártyái a PCre is megjelentek, azonban, az Xboxos változattal ellentétben a Half-Life 2-es jutalmak nincsenek a fő játék és epizódjai között megosztva.

## A csomag tartalma

### Half-Life 2
A Half-Life 2 egy sci-fi belső nézetes lövöldözős (FPS) számítógépes játék, a nagy sikerű Half-Life folytatása. A Valve Software adta ki 2004. november 16-án, 5 éves fejlesztés után, csúszva, ugyanis a játék forráskódja nem sokkal az eredeti megjelenés időpontja előtt kikerült az Internetre, egy hackertámadást követően.
|  | Alább a cselekmény részletei következnek! |

### Half-Life 2: Episode One
Az Episode One játékmenete folytatja ott, ahol a Half-Life 2 abbahagyta. A játékos, Alyx Vanceszal karöltve megállítja a Citadel felrobbanását, majd elmenekül a városból.

### Half-Life 2: Episode Two
Az Episode Two az Episode One cselekményét folytatva, a városból elmenekülve a játékos a kisiklott, lezuhant vonaton ébred.

### Portal
A játék az Orange Box-szal együtt került forgalomba a csomag részeként.
A játék a Source motor új lehetőségeit használja ki, amelyben a főhős egy különleges portálokat nyitó „fegyver” segítségével különböző teszteket old meg egy szuperszámítógép, GLaDOS irányításával.
|  | Itt a vége a cselekmény részletezésének! |

### Team Fortress 2
A Team Fortress 2 a csomag egyetlen többjátékos módot (és csak többjátékos módot) támogató játéka, mely a Half-Life-hoz készült Team Fortress Classic mod játékmenetét folytatja. A játékos a kilenc kaszt közül választhat: gépágyús (heavy), mesterlövész (sniper), felderítő (scout), robbantós (demoman), mérnök (engineer), kém (spy), szanitéc (medic), katona (soldier), piró/lángszórós (pyro), hogy győzelemre vigye a piros (RED, Reliable Excavation Demolition, avagy Megbízható Ásás-Rombolás) vagy a kék (BLU, Builders League United, avagy Építők Ligája Egyesület) csapatot.

## A csomag ára
A csomag a Steam áruházában 13,99 €-ba kerül, ami körülbelül 4100 forintnak megfelelő összeg Kiskereskedelemben, az 576 KByte boltjaiban 5 000 forintot kérnek érte.